# Gewone goffer
De gewone goffer (Geomys bursarius)  is een zoogdier uit de familie van de goffers (Geomyidae). De wetenschappelijke naam van de soort werd voor het eerst geldig gepubliceerd door Shaw in 1800.

## Voorkomen
De soort komt voor in Canada en de Verenigde Staten.